# Camarillasaurus
Camarillasaurus („ještěr z Camarillas“) byl rod teropodního dinosaura z čeledi Spinosauridae, žijícího v období spodní křídy na území dnešního severovýchodního Španělska (provincie Teruel).

## Popis
Zkameněliny tohoto raně křídového teropoda byly objeveny v sedimentech geologického souvrství Camarillas. Tento rod spinosauridního teropoda poněkud zaplňuje mezeru mezi svrchnojurskými druhy a pozdějšími taxony. Příslušnost k čeledi Spinosauridae byla rozeznána až v roce 2021.